# José Alexandre Alves Lindo
José Alexandre Alves Lindo (15 de agosto de 1973) es un exfutbolista brasileño que se desempeñaba como centrocampista.
Jugó para clubes como el União São João, São Paulo, Kyoto Purple Sanga, Santos, Portuguesa, Coritiba, Botafogo, Atlético Mineiro, Juventude, Sertãozinho y Remo.

## Trayectoria

### Clubes
| Club               | País   | Año         |
| ------------------ | ------ | ----------- |
| União São João     | Brasil | 1992 - 1995 |
| São Paulo          | Brasil | 1995        |
| Kyoto Purple Sanga | Japón  | 1996        |
| Santos             | Brasil | 1997        |
| Portuguesa         | Brasil | 1998 - 2000 |
| Coritiba           | Brasil | 2000        |
| Botafogo           | Brasil | 2001 - 2002 |
| Atlético Mineiro   | Brasil | 2002 - 2004 |
| Juventude          | Brasil | 2005 - 2006 |
| Sertãozinho        | Brasil | 2007        |
| Remo               | Brasil | 2007        |